# Luisa Wensing
Luisa Wensing (Goch, 8 febbraio 1993) è un'ex calciatrice tedesca, di ruolo difensore.
In carriera ha vinto, sempre con il Wolfsburg, tre titoli di campione di Germania, quattro Coppe e una UEFA Women's Champions League, ha inoltre vestito più volte la maglia delle nazionali giovanili fino alla nazionale maggiore con cui, tra il 2012-2014, vanta 22 presenze e ha vinto il campionato europeo di Svezia 2013.

## Statistiche

### Presenze e reti nei club
Statistiche (parziali) aggiornate all'11 dicembre 2022.
| Stagione             | Squadra              | Campionato           | Campionato | Campionato | Coppe nazionali | Coppe nazionali | Coppe nazionali | Coppe internazionali | Coppe internazionali | Coppe internazionali | Altre coppe | Altre coppe | Altre coppe | Totale | Totale |
| Stagione             | Squadra              | Comp                 | Pres       | Reti       | Comp            | Pres            | Reti            | Comp                 | Pres                 | Reti                 | Comp        | Pres        | Reti        | Pres   | Reti   |
| -------------------- | -------------------- | -------------------- | ---------- | ---------- | --------------- | --------------- | --------------- | -------------------- | -------------------- | -------------------- | ----------- | ----------- | ----------- | ------ | ------ |
| 2009-2010            | 2001 Duisburg        | BL                   | 17         | 0          | CG              | 4               | 1               | UWCL                 | 4                    | 0                    |             | -           | -           | 25     | 1      |
| 2010-2011            | 2001 Duisburg        | BL                   | 17         | 1          | CG              | 2               | 0               | UWCL                 | 9                    | 3                    |             | -           | -           | 28     | 4      |
| 2011-2012            | 2001 Duisburg        | BL                   | 21         | 4          | CG              | 3               | 0               |                      | -                    | -                    |             | -           | -           | 24     | 4      |
| Totale 2001 Duisburg | Totale 2001 Duisburg | Totale 2001 Duisburg | 55         | 5          |                 | 9               | 1               |                      | 13                   | 3                    |             | -           | -           | 77     | 9      |
| 2012-2013            | Wolfsburg            | BL                   | 21         | 1          | CG              | 5               | 1               | UWCL                 | 9                    | 0                    |             | -           | -           | 35     | 2      |
| 2013-2014            | Wolfsburg            | BL                   | 21         | 1          | CG              | 1               | 0               | UWCL                 | 9                    | 1                    |             | -           | -           | 31     | 2      |
| 2014-2015            | Wolfsburg            | BL                   | 15         | 2          | CG              | 3               | 0               | UWCL                 | 4                    | 0                    |             | -           | -           | 22     | 2      |
| 2015-2016            | Wolfsburg            | BL                   | 1          | 0          | CG              | 0               | 0               | UWCL                 | 1                    | 0                    |             | -           | -           | 2      | 0      |
| 2016-2017            | Wolfsburg            | BL                   | 0          | 0          | CG              | 0               | 0               | UWCL                 | 0                    | 0                    |             | -           | -           | 0      | 0      |
| 2017-2018            | Wolfsburg            | BL                   | 1          | 0          | CG              | 1               | 1               | UWCL                 | 0                    | 0                    |             | -           | -           | 2      | 1      |
| Totale Wolfsburg     | Totale Wolfsburg     | Totale Wolfsburg     | 59         | 4          |                 | 10              | 2               |                      | 23                   | 1                    |             | -           | -           | 92     | 7      |
| 2018-2019            | Werder Brema         | BL                   | 22         | 0          | CG              | 2               | 0               |                      | -                    | -                    |             | -           | -           | 24     | 0      |
| 2019-2020            | Werder Brema         | 2BL                  | 16         | 0          | CG              | 2               | 0               |                      | -                    | -                    |             | -           | -           | 18     | 0      |
| Totale Werder Brema  | Totale Werder Brema  | Totale Werder Brema  | 38         | 0          |                 | 4               | 0               |                      | -                    | -                    |             | -           | -           | 42     | 0      |
| 2020-2021            | Friburgo             | BL                   | 11         | 0          | CG              | 2               | 1               |                      | -                    | -                    |             | -           | -           | 13     | 1      |
| 2021-2022            | Friburgo             | BL                   | 15         | 0          | CG              | 1               | 0               |                      | -                    | -                    |             | -           | -           | 16     | 0      |
| 2022-2023            | Friburgo             | BL                   | 4          | 0          | CG              | 1               | 0               |                      | -                    | -                    |             | -           | -           | 5      | 0      |
| Totale Friburgo      | Totale Friburgo      | Totale Friburgo      | 30         | 0          |                 | 4               | 1               |                      | -                    | -                    |             | -           | -           | 34     | 1      |
| Totale carriera      | Totale carriera      | Totale carriera      | 182        | 9          |                 | 27              | 4               |                      | 36                   | 4                    |             | -           | -           | 245    | 17     |

## Palmarès

### Club

#### Competizioni nazionali
- Campionato tedesco: 3

Wolfsburg: 2013-2014, 2016-2017, 2017-2018
- Coppa di Germania: 4

2001 Duisburg : 2009-2010
Wolfsburg: 2014-2015, 2015-2016, 2016-2017

#### Competizioni internazionali
- UEFA Women's Champions League: 1

Wolfsburg : 2012-2013

### Nazionale
- Campionato europeo femminile di calcio: 1

Svezia 2013
- Campionato europeo femminile Under 19 di calcio: 1

Italia 2011
- Campionato europeo femminile Under 17 di calcio: 1

Italia 2009
- Algarve Cup: 1

2014

### Individuale
- Fritz-Walter-Medaille

 Argento 2011